# Praça Mauá
La Praça Mauá est une place située dans le centre de la ville de Rio de Janeiro.

## Situation et accès
Elle est située au début de l'Avenida Rio Branco, proche de la zone portuaire.

## Origine du nom
Largo da prainha,  veux dire, patio de la petite plage, en raison d'une petite plage paradisiaque qui s'y trouvait à l'époque de sa construction.

## Historique
Pendant les premières années de la ville, le lieu s'appelait « plage de Notre-Dame », et ensuite Largo da prainha.
La Place se trouve aux pieds de la colline de Saint-Benoît, où a été bâti l'Abbaye Saint-Benoît de Rio de Janeiro, l'un des monastères les plus anciens du Brésil, fondé par les Bénédictins en 1590. Le lieu où se trouve aujourd'hui la place était le chemin naturel pour y aller. La place urbanisée a commencé à prendre forme, petite, jolie, boisée, après l'ouverture de l'avenue centrale, l'avenue Rio Branco aujourd'hui. En 1914, elle était déjà urbanisée et se trouvait sur les bords de la plate-forme de débarquement du port de Rio, où tous les passagers arrivaient en provenance de l'étranger.
À la fin des années 1920, la construction du bâtiment A Noite (la Nuit) a commencé en face de la place. L'auteur du projet était Joseph Gire, architecte français également responsable du projet de l'hôtel Copacabana Palace. Le premier gratte-ciel de la ville possédait 22 étages. Le travail a été accompagné étape par étape par ses habitants. Le bâtiment a été l'un des premiers à marquer la tendance verticale de l'architecture de la ville, sur le modèle des grandes villes des États-Unis, et à l'écart des modèles européens précédentes. Il était considéré comme l'adresse le plus sophistiqué de la ville. Les quatre étages supérieurs logeaient la célèbre Rádio Nacional, qui a atteint son apogée dans les années 1950. Les fans des grands artistes y allaient pour regarder leurs idoles. Ce bâtiment fut certainement la première aventure que le style post-moderne a eu à Rio de Janeiro, mais des questions demeurent quant à la taille de l'immeuble dans un site historique à proximité d'une zone déjà très densément peuplé. Aujourd'hui, le bâtiment est utilisé par les agences gouvernementales.
Autour de la place, et sous l'influence du port, des bars, des salles de concert et des lieux de prostitution se sont multipliés tout au long du XXe siècle. Pendant les années 1960, la construction d'un pont au-dessus d'une partie de la place lui a fortement nui esthétiquement, mais récemment la place, comme le reste de la zone portuaire, est l'objet d'un énorme processus de revitalisation, appelé Porto Maravilha.
La place a été rénovée de 2014 à 2015, dans le cadre du projet Porto Maravilha de rénovation urbaine du centre historique et portuaire de la ville.

## Bâtiments remarquables et monuments
- Le centre de la place est agrémenté d'une colonne ornée d'une statue du Barão de Mauá (Baron de Maua, en hommage à Irineu Evangelista de Sousa (1813–1889), politicien et pionnier industriel du Brésil). Elle est l'œuvre du sculpteur mexicain Rodolfo Bernardelli, et a été inaugurée en 1910 à l'initiative du Club de l'ingénierie.
- En bordure de la place se trouve le Musée d'Art de Rio, inauguré le 1er mars 2013, et
- Le Musée de Demain (Museu do Amanhã), inauguré le 17 décembre 2015, situé quant à lui, sur le Pier Mauá, ancien débarcadère, adjacent à la place.
- L'immeuble A Noite, premier gratte-ciel construit (1927-1929) en Amérique latine, en utilisant un matériel nouveau à cette époque: le béton armé.

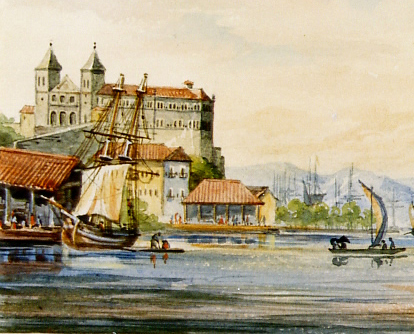
Peinture de l'Abbaye Saint-Benoît de Rio de Janeiro, aux pieds de laquelle se trouvait le Largo da Prainha en 1841.
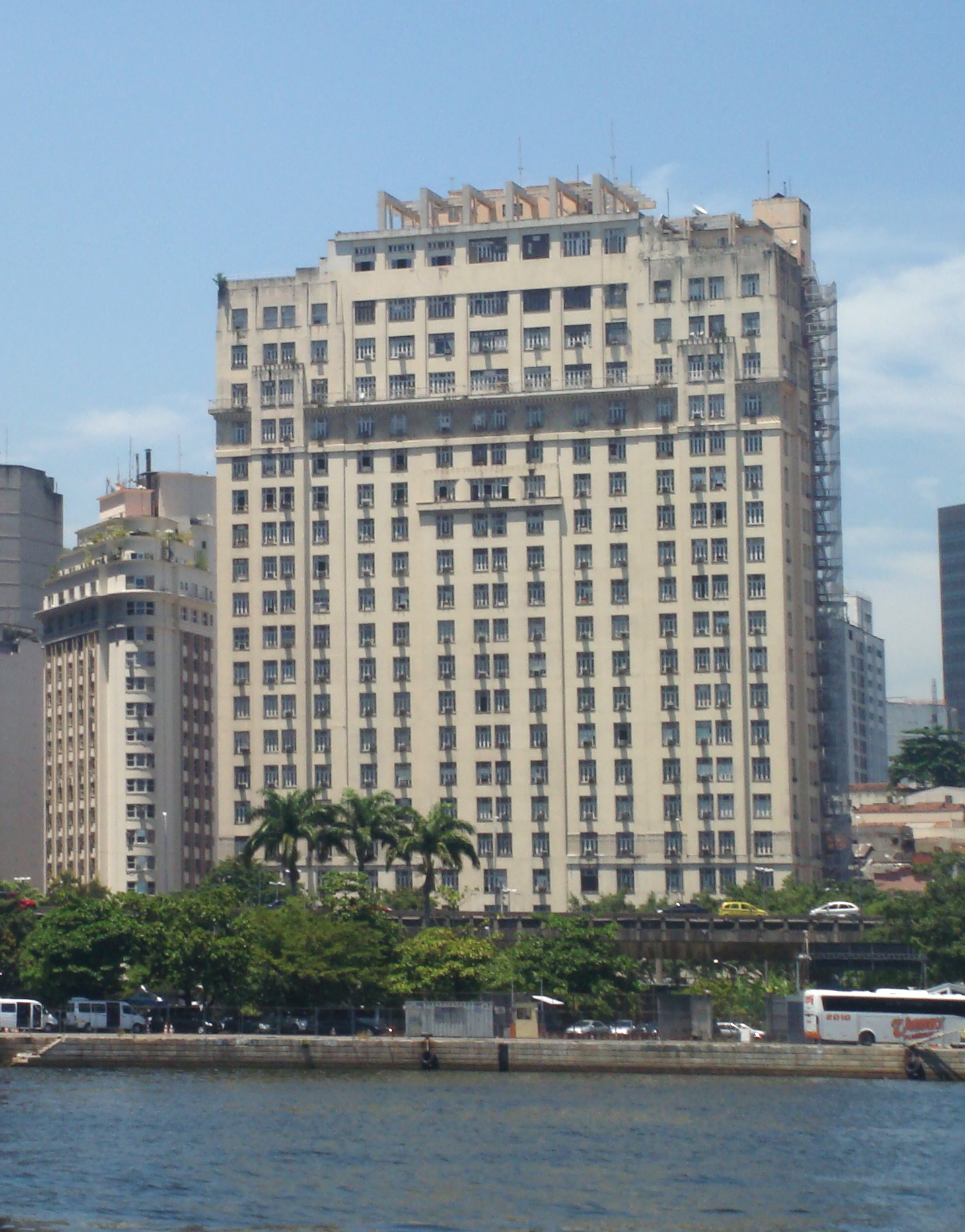
L'immeuble Joseph Gire, plus connu sous le nom de A Noite, du nom du quotidien éponyme qu'il abritait. Vue depuis la Baie de Guanabara.
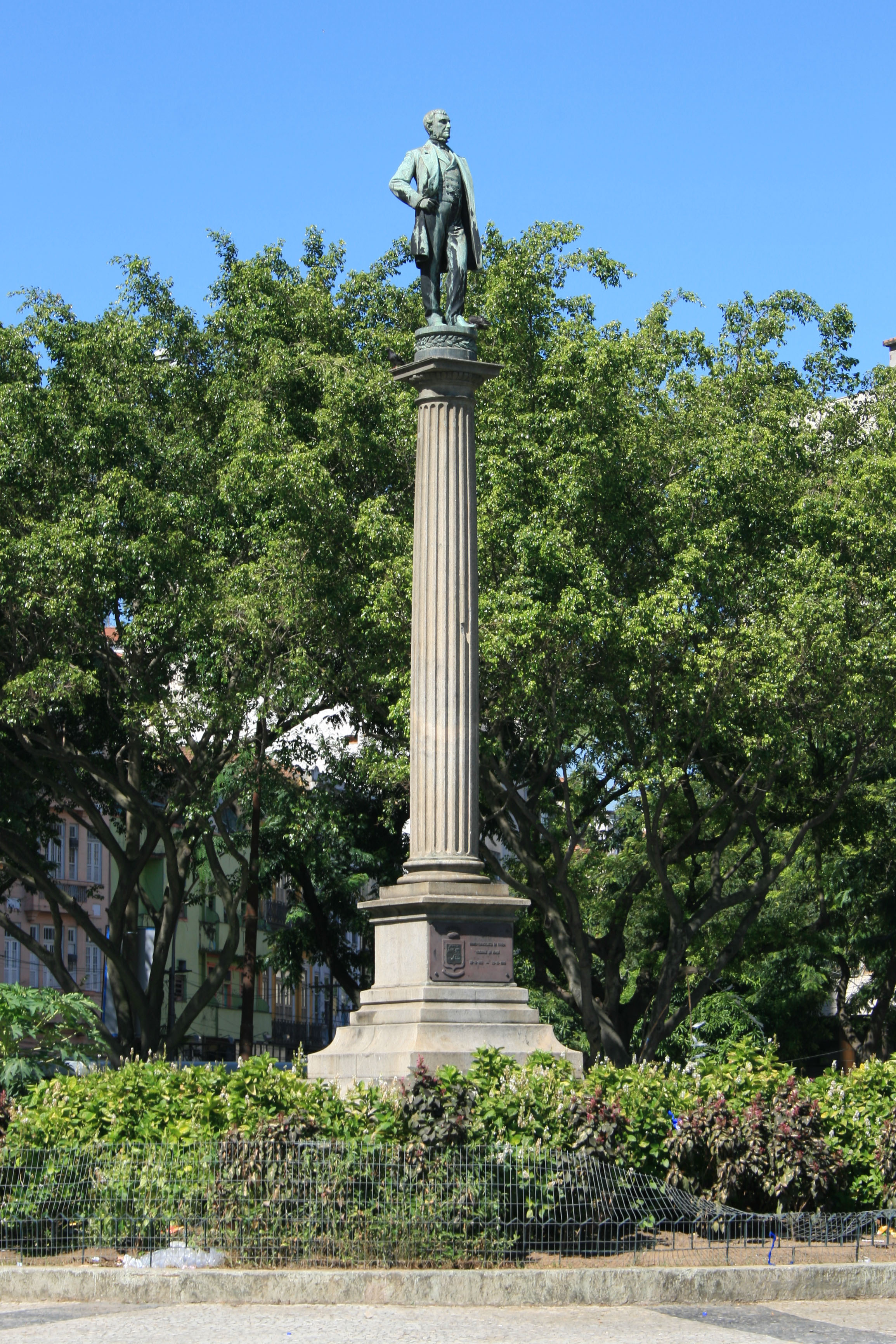
Le monument au Barão de Mauá en 2010.
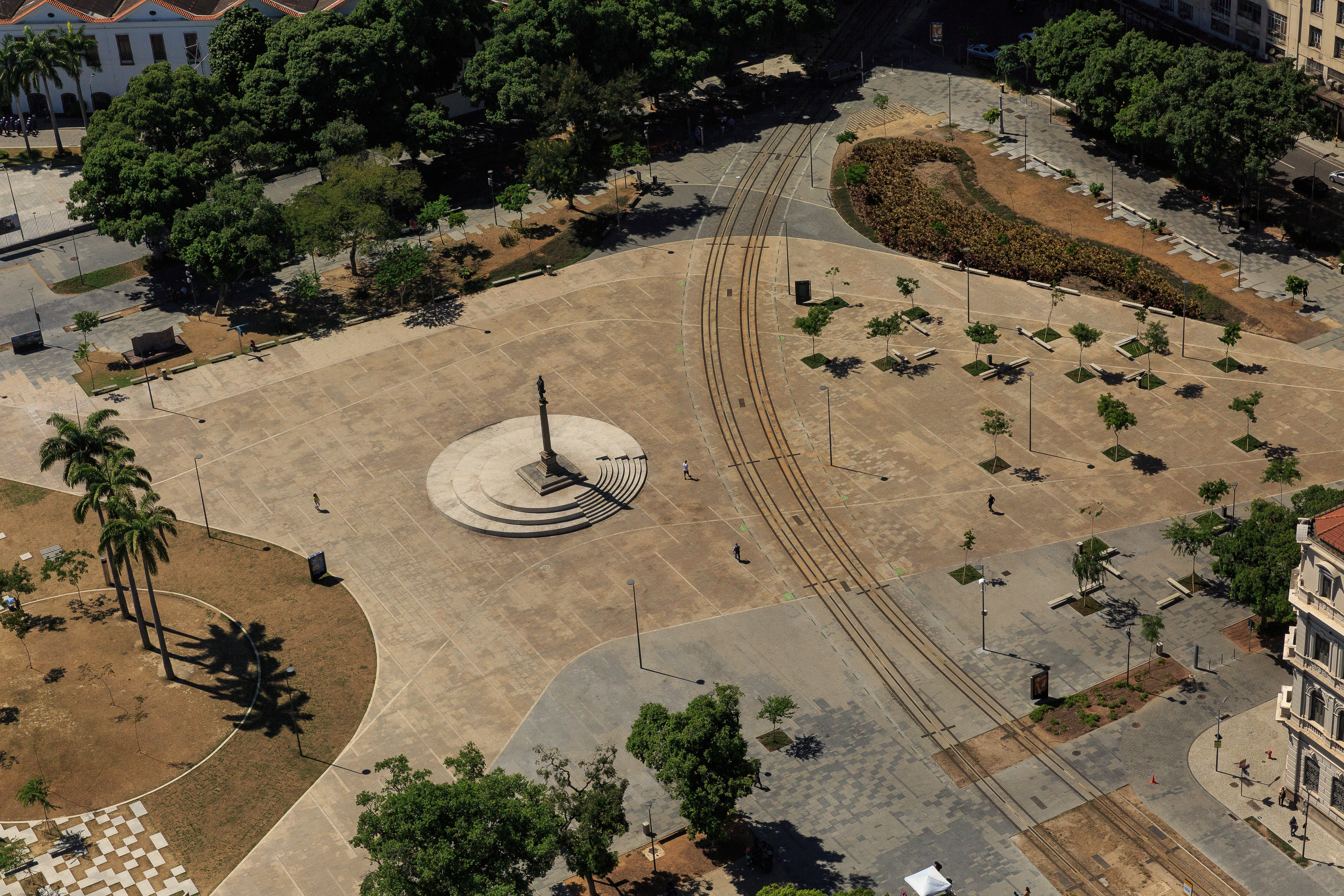
Vue aérienne en 2017.